# Naadbeen

Naadbeenderen

De naadbeenderen, ossa suturalia, Wormiaanse botstructuren of ossa Wormiana zijn extra botstructuren in de naden van de schedel die als variant gevonden kunnen worden. De verbening verloopt anders dan normaal, zodat de schedelnaden anders gaan verlopen en er nieuwe (extra) botten gevormd worden. Ze zijn genoemd naar Ole Worm (1588–1655), maar zouden ook al door Paracelsus beschreven zijn.
Aandoening die bij dergelijke botten gevonden worden, zijn:
- Osteogenesis imperfecta
- Dysostosis cleidocranialis
- Pyknodysostosis
- Stoornissen in de calciumfosfaathuishouding.